# نادي فولين لوتسك
نادي فولين لوتسك (بالإنجليزية: FC Volyn Lutsk)‏ هو فريق كرة قدم من مدينة لوتسك في أوكرانيا، أُسس بتاريخ 1960، يلعب في دوري الدرجة الاولى الأوكراني ‏، في Avanhard Stadium (Lutsk) ‏.

## وصلات خارجية
- صفحة بيانات نادي فولين لوتسك على موقع كووورة، تاريخ الوصول: 25 سبتمبر 2018.
- الموقع الرسمي